# Bangor (Morbihan)
Bangor (bretonisch Bangor) ist eine französische Gemeinde mit 1002 Einwohnern (1. Januar 2022) im Département Morbihan in der Region Bretagne.
Die Gemeinde im bretonischen Sprachgebiet gehört zum Kanton Belle-Île im Arrondissement Lorient und ist Mitglied des Kommunalverbandes Belle-Île-en-Mer.

## Geografie
Bangor liegt im Südwesten der Insel Belle-Île-en-Mer im Atlantik auf einer Höhe zwischen null und 58 m über dem Meer. Zum Gemeindegebiet von Bangor zählen einige vorgelagerte Felseninseln (Île de Bangor, Îles Baguenères). Der Flugplatz der Insel (Aérodrome de Belle-Île-en-Mer) liegt im Norden des Gemeindeareales.

## Bevölkerungsentwicklung
| Jahr      | 1962 | 1968 | 1975 | 1982 | 1990 | 1999 | 2008 | 2019 |
| Einwohner | 578  | 550  | 563  | 637  | 735  | 738  | 910  | 1012 |

## Sehenswürdigkeiten
Siehe auch: Liste der Monuments historiques in Bangor (Morbihan)
- Aiguilles de Port-Coton, die Felsnadeln waren ein beliebtes Motiv des Malers Claude Monet, der 1886 für einige Zeit im heutigen Ortsteil Kervilahouen wohnte und arbeitete
- Kirche St. Peter und Paul (Église Saint-Pierre et Saint-Paul)
- Menhir La Pierre Sainte Anne
- Phare de Goulphar (Leuchtturm) im Ortsteil Kervilahouen

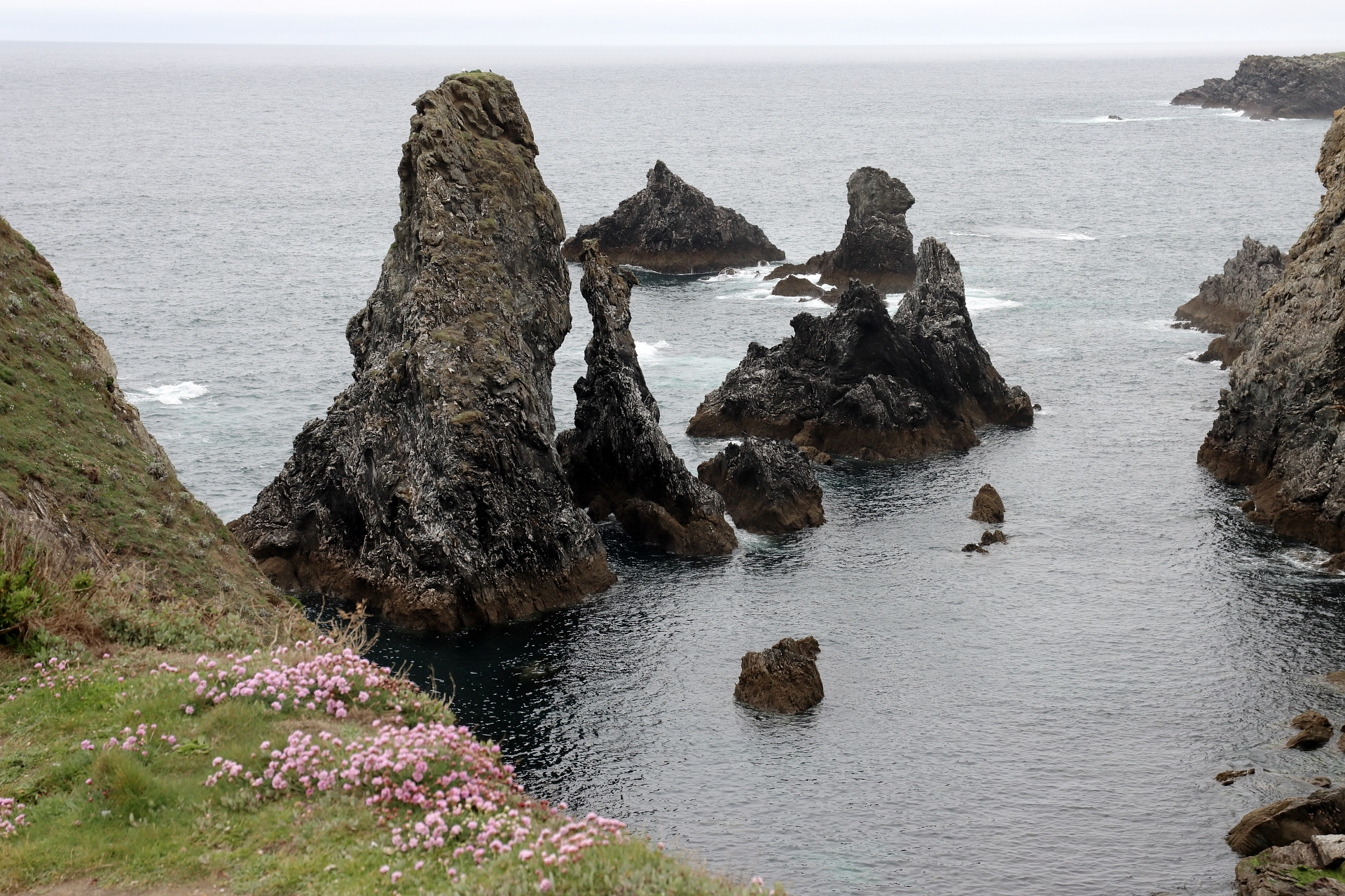
Die Felsnadeln von Port Coton auf der Belle Ile
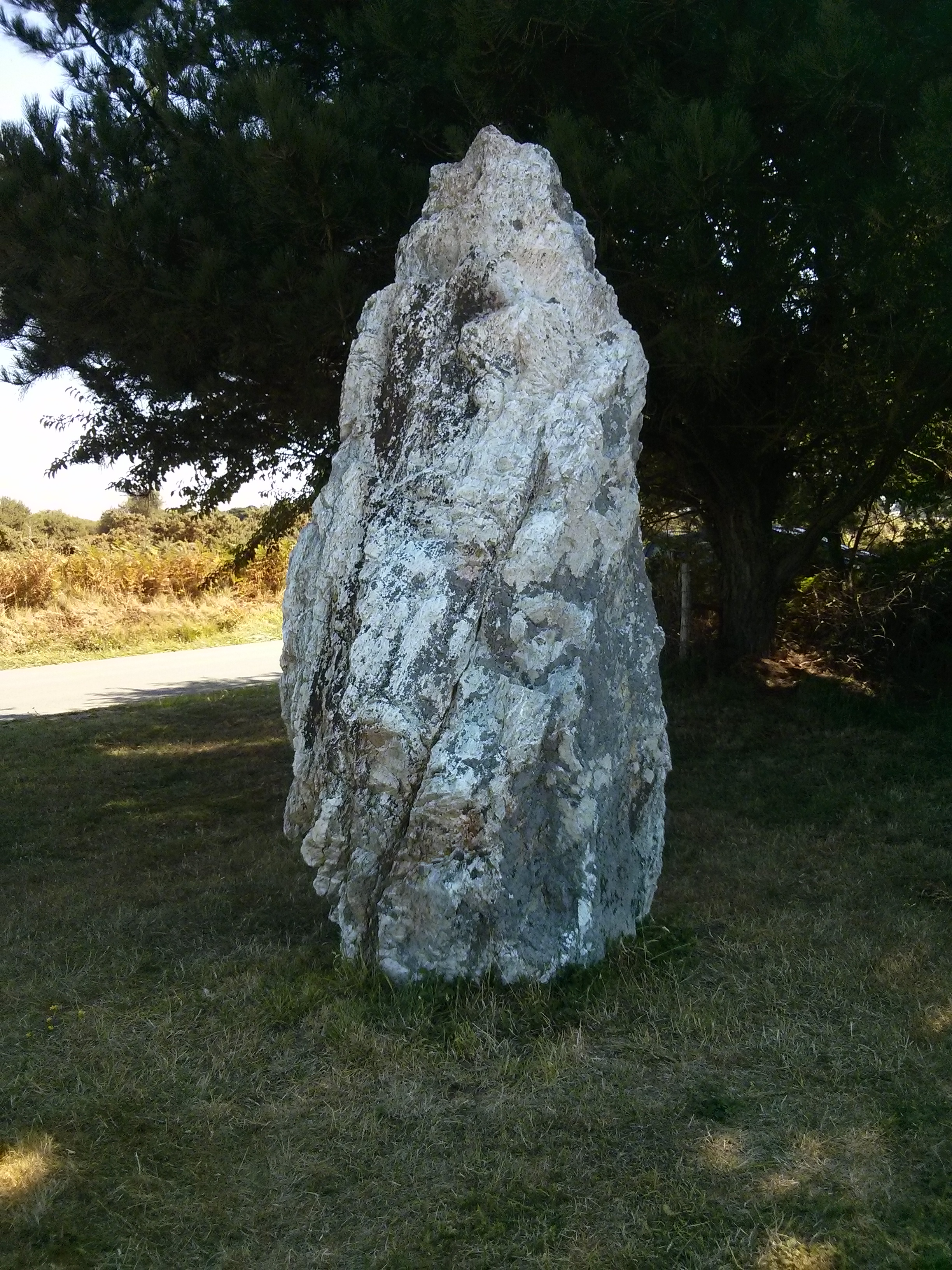
Menhir Pierre Sainte Anne
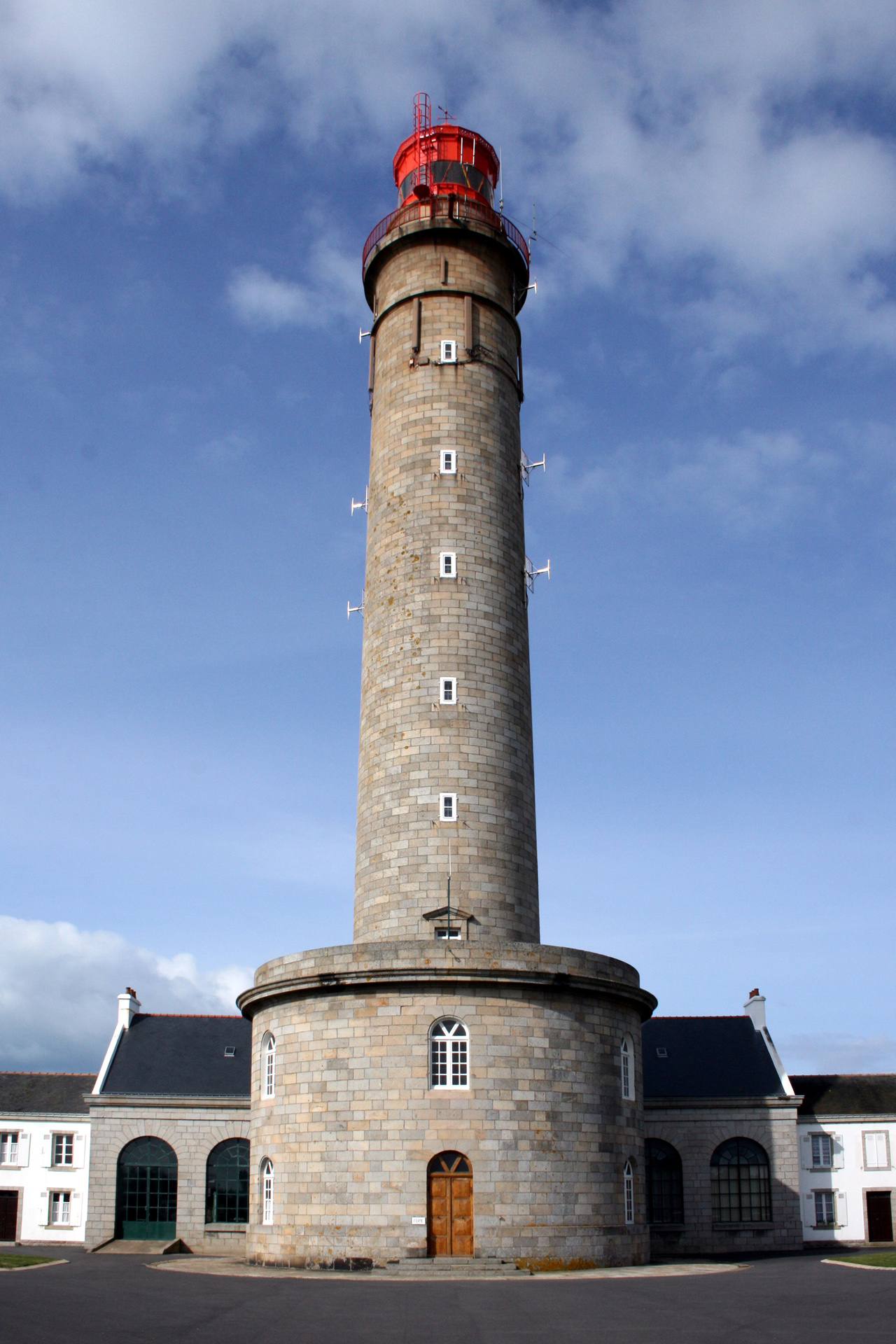
Leuchtturm Goulphar